# Тагиров, Индус Ризакович
Инду́с Риза́кович Таги́ров (тат. Индус Ризак улы Таһиров; род. 24 мая 1936) — советский и российский историк и общественный деятель, доктор исторических наук, профессор, заслуженный деятель науки Российской Федерации и Татарской АССР, академик Академии наук Республики Татарстан (с 1995 года). Депутат Государственного совета РТ в 1995—2009 годах. Один из организаторов и первый председатель исполкома Всемирного конгресса татар (в 1992—2002 годах). Брат историка Энгеля Тагирова.

## Биография
Работал в Казанском университете после его окончания в 1963 году. С 1966 года — ассистент кафедры отечественной истории, в 1967 году защитил кандидатскую диссертацию «Установление Сов. власти в Казани (о своеобразии борьбы за победу пролетарской революции на местах)». С 1975 года — доцент. В 1979 году защитил докторскую диссертацию «Революционная борьба и национально-освободительные движения в Поволжье и на Урале (март 1917 — март 1918 гг)». С 1980 года — профессор, в 1980—1995 годах декан исторического факультета КГУ (ныне Институт истории КФУ). С 1983 — заведующий кафедрой истории СССР (с 1992 года переименована в кафедру современной отечественной истории), в 2009—2012 годах — заведующий кафедрой отечественной истории. С 1994 года — председатель специализированного совета при Казанском университете по защите кандидатских и докторских диссертаций. Подготовил 3 докторов и 30 кандидатов наук.
Основные научные исследования касаются истории революционных и национальных движений в России, национально-государственного строительства в Татарстане.

## Основные работы
- Ионенко И. М., Тагиров И. Октябрь в Казани. Казань: Таткнигоиздат, 1967. 272 с.
  - Ионенко И., Тагиров И. Казанда октябрь. — Казан: Татар китап нэшрияты, 1970. — 278 с.
- Революционная борьба и национально-освободительное движение в Поволжье и на Урале: Февраль — июль 1917 г. — Казань: Изд-во Казанского университета, 1977. — 216 с.
- В борьбе за власть Советов: (Октябрь и национально-освободительное движение в Поволжье и на Урале, июль 1917 — март 1918 гг.). — Казань: Таткнигоизда], 1977. — 184 с.
- К вопросу многовариантности исторического процесса: Диалектика соотношения характера власти и способов решения национального вопроса в России в 1917 г.: [Доклад, 23-24 янв. 1989 г.] — Казань: Изд-во Казанского университета, 1990. — 15 с.
- Очерки истории Татарстана и татарского народа (XX век). — Казань: Татарское книжное издательство, 1999. — 468 с.
- На изломе истории. — Казань: Татарское книжное издательство, 2004. — 423 с.
- История национальной государственности татарского народа и Татарстана. — Казань: Татарское книжное издательство, 2008. — 455 с.
- На стремнине времени: статьи и выступления. — Казань: Главное архивное управление при Кабинете Министров Республики Татарстан, 2011. — 467 с.
- По жизненному пути. М.: Собрание, 2017. 478 с., [9] л. ил., портр.$ ISBN 978-5-9606-0145-0
- На крутом повороте истории. М.: Собрание, 2019. 391 с.; ISBN 978-5-9606-0173-3

## Награды
Звания
- Почётное звание «Заслуженный деятель науки Российской Федерации» (1997 год) — за заслуги в научной деятельности[1].
- Почётное звание «Заслуженный деятель науки Татарской АССР[тат.]» (1986 год)[2].
- Почётный гражданин Казани (2016 год) — за весомый вклад в национально-государственное строительство Республики Татарстан и активную общественную деятельность[3].
- Почётное звание «Заслуженный профессор Казанского университета» (2005 год)[4].

Ордена, медали
- Орден Дружбы (2003 год) — за достигнутые трудовые успехи и многолетнюю добросовестную работу[5].
- Медаль «В память 300-летия Санкт-Петербурга» (2003 год), «В память 1000-летия Казани» (2005 год), «Ветеран труда» (1988 год)[4].
- Орден «За заслуги перед Республикой Татарстан» (2006 год) — за достойный вклад в развитие государственности Республики Татарстан, исторической науки, федерализма в России[6].
- Орден «Дуслык» (2021 год) — за многолетнюю плодотворную работу и особый вклад в сохранение исторического и культурного наследия Республики Татарстан[7].
- Медаль «За доблестный труд» (2016 год) — за многолетнюю плодотворную научно-исследовательскую деятельность и значительный вклад в подготовку высококвалифицированных специалистов медалью Республики Татарстан[8].
- Медаль «100 лет образования Татарской Автономной Советской Социалистической Республики» (2019 год) — за существенный вклад в укрепление социально-экономического потенциала Республики Татарстан, межнационального и межконфессионального мира и согласия, сохранение и преумножение культурно-духовного наследия, высокие достижения в профессиональной и общественной деятельности[9].
- Благодарность президента Республики Татарстан (2019, 2020, 2021 гг.)[10][11][12].
- Почётный знак Государственного совета Республики Татарстан «За вклад в развитие парламентаризма» (2015 год)[13].
- Золотая медаль Академии наук Республики Татарстан «За достижения в науке» (2016 год)[14].

Премии
- Государственная премия Республики Татарстан в области науки и техники (2001) — за монографию «Очерки истории Татарстана и татарского народа (XX век)»[15].
- Международная премия имени Кул Гали (2003 год)[4].